# Erste Schlacht von Capua
Koordinaten: 41° 5′ 0″ N, 14° 15′ 0″ O
Saguntum – Lilybaeum II – Rhone – Ticinus – Trebia – Cissa – Trasimenischer See – Ager Falernus – Geronium – Cannae – Nola I – Nola II – Ibera – Cornus – Nola III – Beneventum I – Syrakus – Tarentum I – Capua I – Beneventum II – Silarus – Herdonia I – Obere Baetis – Capua II – Herdonia II – Numistro – Asculum – Tarentum II – Neu Karthago – Baecula – Grumentum – Metaurus – Ilipa – Crotona – Große Felder – Cirta – Zama
Die Erste Schlacht von Capua war ein Gefecht zwischen Römern und Karthagern um 212 v. Chr. im Zweiten Punischen Krieg. Hannibal gewann die Schlacht.

## Die Schlacht
2000 numidische Reiter griffen an, und konnten in Scharmützeln der Garnison des schwach befestigten Römerlagers erheblichen Schaden zufügen. Die Legionen schluckten den Köder und begannen die Numider zu verfolgen. Inzwischen konnte Hannibal mit seiner Infanterie in die Ebene vor der Stadt ziehen und dadurch die Römer von Nachschub aus der Stadt abschneiden. Hannibal marschierte nun auf das Lager zu und fiel so den Legionären in den Rücken. Ehe einer der römischen Feldherren reagieren konnte, hatte die Kavallerie gewendet und kesselte nun ihrerseits die Römer ein. Claudius Pulcher verlor die Nerven und floh mit seiner Leibgarde, was die Kampfmoral der Römer schwächte. Indes waren die Bundesgenossen aus der Stadt gekommen und versuchten nun, die karthagischen Linien zu durchbrechen. Die eingekesselten Legionen hatten aber den Mut verloren und flohen vom Schlachtfeld.

## Folgen
Die Stadt Capua konnte somit von den Karthagern eingenommen werden. Sie wurde nach der Zweiten Schlacht von Capua ein Jahr später von den Römern unter Flaccus und Pulcher wieder zurückerobert.